# هیگاشی-کو، هاماماتسو
هیگاشی-کو، هاماماتسو (به لاتین: Higashi-ku, Hamamatsu) یک منطقهٔ مسکونی در ژاپن است که در هاماماتسو واقع شده‌است. هیگاشی-کو ۴۶٫۲۹ کیلومترمربع مساحت و ۱۲۶٬۴۹۹ نفر جمعیت دارد.